# Zenodorus formosus
Zenodorus formosus es una especie de araña saltarina del género Zenodorus, familia Salticidae. Fue descrita científicamente por Rainbow en 1899.
Habita en islas Salomón.